# Hyperpolarisierbarkeit
Hyperpolarisierbarkeit ist eine Eigenschaft von Molekülen, die eine große Bedeutung für die Nichtlineare Optik hat. Dabei sind die induzierten Dipolmomente nicht mehr proportional zur elektrischen Feldstärke der einfallenden Lichtwelle.

## Prinzip

Nicht-centrosymmetrisches p-Nitroanilin als Beispiel für ein Molekül mit großer Hyperpolarisierbarkeit.

In einem makroskopischen System ist die induzierte Polarisation {\displaystyle P} eine Funktion der elektrischen Suszeptibilität {\displaystyle \chi } und des elektrischen Felds {\displaystyle E}:
{\displaystyle P=\chi E\epsilon _{0}}
Bei einem starken elektrischen Feld, wie es von einem Laser erzeugt wird, muss die induzierte Polarisation als Potenzreihe wiedergegeben werden:
{\displaystyle P=\chi ^{(1)}F+\chi ^{(2)}FF+\chi ^{(3)}FFF+\ldots }
wobei {\displaystyle \chi ^{(2)}} und {\displaystyle \chi ^{(3)}} die nichtlinearen Effekte zweiter und dritter Ordnung beschreiben. Nur wenn das Material in einer nicht-centrosymmetrischen Raumgruppe kristallisiert, ist der Term zweiter Ordnung ungleich Null.
Wenn man dieses makroskopische Konzept auf das mikroskopische (molekulare) Niveau überträgt, dann erhält man eine ähnliche Potenzreihe für die Polarisierbarkeit:
{\displaystyle p_{i}=\sum _{j}\alpha _{ij}F_{j}+\sum _{j\leq k}\beta _{ijk}F_{j}F_{k}+\sum _{j\leq k\leq l}\gamma _{ijkl}F_{j}F_{k}F_{l}+\ldots }
wobei die Variablen {\displaystyle i,j,k,l} das molekulare Achsensystem aufspannen. {\displaystyle \beta } ist die Hyperpolarisierbarkeit zweiter Ordnung. Sie ist nur dann ungleich Null, wenn das Molekül nicht-centrosymmetrisch ist. Sowohl bei der linearen Polarisierbarkeit {\displaystyle \alpha } als auch bei den Hyperpolarisierbarkeiten {\displaystyle \beta } und {\displaystyle \gamma } handelt es sich um frequenzabhängige Tensoren.
Als Prototyp gelten Donor-Akzeptor-Moleküle wie p-Nitroanilin, weil sich hier die Elektronendichte durch das angelegte symmetrische Feld leicht asymmetrisch verschieben lässt. Eine noch größere Hyperpolarisierbarkeit findet man in ausgedehnten {\displaystyle \pi }-Systemen, wie sie in organischen Farbstoffen vorkommen.
In CODATA 2018 werden atomare Einheiten der ersten und zweiten Hyperpolarisierbarkeit festgelegt:
{\displaystyle \beta _{\mathrm {au} }=e^{3}a_{0}^{3}/E_{\mathrm {h} }^{2}=3{,}206\,361\,306\,1(15)\cdot 10^{-53}\,\mathrm {C^{3}\,m^{3}/J^{2}} }
{\displaystyle \gamma _{\mathrm {au} }=e^{4}a_{0}^{4}/E_{\mathrm {h} }^{3}=6{,}235\,379\,990\,5(38)\cdot 10^{-65}\,\mathrm {C^{4}\,m^{4}/J^{3}} }
- mit a0 = Bohrscher Radius, e = Elementarladung des Elektrons und Eh = Hartree-Energie.

## Technik
Erste exakte Bestimmungen der Hyperpolarisierbarkeit erfolgten durch A. David Buckingham mit Hilfes des Kerr-Effekts. Heute vielfach verwendete Methoden sind Messungen der Hyper-Rayleigh-Streuung (HRS)
und der feldinduzierten Frequenzverdopplung (englisch electric-field-induced second-harmonic generation, EFISH). Computerberechnungen auf Basis der Dichtefunktionaltheorie und der Hartree-Fock-Methode verwenden häufig den SOS-Ansatz („sum over states“).